# Nový (Belianske Tatry)
Der Nový (auch Nový vrch genannt, wörtlich „Neuer Berg“; deutsch Höhlenberg, ungarisch Barlang-hegy oder Novy, polnisch Nowy Wierch) ist ein Berg des Gebirges Belianske Tatry (deutsch Belaer Tatra) innerhalb der Tatra. Er ist 1999 m n.m. (nach einigen Quellen 2009 m n.m.) hoch und erhebt sich im westlichen Teil des Hauptkamms, zwischen dem Sattel Nové sedlo und dem Berg Muráň (1890 m n.m.) im Westen und dem Sattel Havranie sedlo und dem Berg Havran (2152 m n.m.) im Osten. Vom Berg verläuft grob nach Nordnordwesten ein Seitengrat namens Komíny (auch Ždiarske komíny genannt, deutsch Kaminen).
Der Berg ist wie der Großteil des Gebirges für Touristen gesperrt.